# Vítězslav Veselý
Vítězslav Veselý (Hodonín, 27 februari 1983) is een Tsjechisch atleet, die is gespecialiseerd in het speerwerpen. Hij werd eenmaal Europees en eenmaal wereldkampioen in deze discipline. Ook nam hij driemaal deel aan de Olympische Spelen. Bij die gelegenheden behaalde hij zijn beste resultaat in 2012, toen hij vierde werd. Jaren later bleek die prestatie zelfs een bronzen medaille waard, nadat de Oekraïner Oleksandr Pjatnytsja, die aanvankelijk het zilver had veroverd, vanwege een dopingovertreding was gediskwalificeerd en zijn olympische medaille weer had moeten inleveren.

## Biografie

### Jeugd
Als klein jongetje nam Veselý’s vader zijn zoon al mee naar atletiekwedstrijden. Daar zag hij onder meer Zdeněk Adamec in actie, in de jaren tachtig de meervoudige kampioen speerwerpen van Tsjecho-Slowakije. Dat maakte zo’n indruk, dat hij al op zijn tiende leerling werd van de speciale lagere school voor sport in Horodin. Hij bleek daar van iedereen het beste te kunnen werpen met de cricketbal. De sportonderwijzers lieten hun leerlingen echter het liefst hardlopen.
Veselý was al veertien, toen hij voor het eerst zelf met de speer kennismaakte. Een jaar later al werd hij in zijn leeftijdsklasse nationaal kampioen. Het was zijn eerste echte wedstrijd in Pilsen, waarin hij met de speer tot 36 meter kwam, ondanks dat hij geen spikes droeg met speciale werppunten, maar de gewone hardloopspikes.
Toch nam Veselý vooral deel aan hardloopwedstrijden en werd zelfs nationaal veldloopkampioen bij de jeugd. Op zijn zestiende verliet hij het ouderlijk huis, nadat hij had besloten om zijn sportieve activiteiten uit te breiden. Hij verhuisde naar Zlín, waar hij ging studeren aan de hogere business school. Daar kwam hij in aanraking met Jaroslav Halva, de vroegere trainer van Jan Železný, de bekende Tsjechische speerwerper. Het was het onverwachte startpunt van zijn latere samenwerking met de huidige wereldrecordhouder.
In 2002 maakte Veselý zijn internationale debuut met een negende plaats bij de wereldkampioenschappen voor junioren in de Jamaicaanse stad Kingston.

### Opleving na jaren van blessures
Bijna was er daarna een einde gekomen aan Veselý's atletiekcarrière. Gefrustreerd door de vele blessures aan schouder, elleboog en enkel die hem in zijn tijd als junior hinderden bij de uitoefening van zijn favoriete bezigheid, had hij de hoop bijna opgegeven. Niets scheen te helpen. Zelfs begon hij een baan te zoeken en werkte hij enige tijd voor een muziekschool. De redding van zijn atletiekloopbaan was, dat hij werd toegelaten tot de faculteit voor Lichamelijke opvoeding en sport in Praag. Ondanks zijn pijnlijke elleboog gunde hij zichzelf een nieuwe kans en verhuisde hij naar de Tsjechische hoofdstad.
In 2006 nam Veselý deel aan wat speerwerpwedstrijden voor zijn club Sparta Praha. De pijn in zijn elleboog verhinderde dat hij aan meer wedstrijden deelnam, maar desondanks wist hij zijn PR op te krikken tot 75,98 m. Vervolgens had hij het geluk dat Jan Železný zijn atletiekcarrière beëindigde. Die ging op zoek naar wat talenten om daarmee zijn trainersloopbaan op gang te helpen. Een oud-kogelstoter attendeerde hem daarbij op een bijzondere knul, die bij Sparta in zijn groep trainde en die wel over wat talent leek te beschikken. Železný en Veselý bleken elkaar wel te mogen en het besluit om te gaan samenwerken werd genomen. Een herboren Veselý wist zich daarna door problemen met zijn linkervoet weliswaar niet te kwalificeren voor de wereldkampioenschappen van 2007 in Osaka, maar verbeterde zich aan het eind van het seizoen desondanks tot 79,45.

### Voorbij de 80 m
In 2008 doorbrak Veselý voor de eerste maal in zijn carrière de 80 meter-grens. Nadat hij in eigen land zijn eerste nationale titel had veroverd, wist hij bij de Golden Spike meeting in Ostrava met een worp van 78 meter te voldoen aan de B-limiet voor deelname aan de Olympische Spelen in Peking. In de kwalificatieronde van zijn olympisch debuut kwam hij aanvankelijk wat moeizaam op gang, maar bij zijn derde poging slaagde hij erin om de 80 metergrens te passeren en kwam hij tot een persoonlijke recordafstand van 81,20. In de finale wist hij dit niveau niet te herhalen en met een beste poging van 76,76 werd de Tsjech twaalfde en laatste.
In 2010 maakte Veselý een enorme groei door. Met 86,45 bij de atletiekmeeting in het Tsjechische Olomouc verbeterde hij de beste jaarprestatie. Bij de Europese kampioenschappen dat jaar werd hij negende. Een jaar later, op de WK in Daegu, miste hij met een vierde plaats op een haar na het podium. Weer een jaar later werd hij Europees kampioen en in Londen vierde op de Olympische Spelen.

### Wereldkampioen in 2013
Zijn beste prestatie leverde Veselý in 2013 bij de WK in Moskou. Hij veroverde de wereldtitel. Met een persoonlijk record van 87,17 versloeg hij de Fin Tero Pitkämäki (zilver; 87,07) en de Rus Dmitriy Tarabin (brons; 86,23). Twee jaar later bij de WK in Peking moest hij genoegen nemen met een achtste plaats.
Op de Olympische Spelen van 2016 in Rio de Janeiro eindigde de Tsjech als zevende met een beste poging van 82,51.
Veselý is, sinds hij koos voor Jan Železný als trainer, aangesloten bij Dukla Praha.

## Titels
- Wereldkampioen speerwerpen - 2013
- Europees kampioen speerwerpen - 2012
- Tsjechisch kampioen speerwerpen - 2008, 2010, 2011, 2012, 2016

## Persoonlijk record
| Discipline  | Prestatie | Datum           | Plaats |
| ----------- | --------- | --------------- | ------ |
| speerwerpen | 88,34 m   | 8 augustus 2012 | Londen |

## Prestatieontwikkeling
| Jaar | Prestatie |
| ---- | --------- |
| 2002 | 73,22     |
| 2006 | 75,98     |
| 2007 | 79,45     |
| 2008 | 81,20     |
| 2009 | 80,35     |
| 2010 | 86,45     |
| 2011 | 84,11     |
| 2012 | 88,34     |
| 2013 | 87,58     |
| 2014 | 87,38     |
| 2015 | 88,18     |
| 2016 | 84,82     |
| 2017 | 82,29     |
| 2018 | 82,30     |

## Palmares

### speerwerpen
kampioenschappen
- 2002: 9e WK U20 - 71,59 m
- 2008:  Europese Clubs Cup - 70,66 m
- 2008:  Europacup in Lairia - 73,00 m
- 2008:  Tsjechische kamp. - 76,80 m
- 2008: 12e OS - 76,76 m (in kwal. 81,20 m)
- 2009: 16e in kwal. WK - 75,76 m
- 2010:  EK team - 76,25 m
- 2010:  Tsjechische kamp. - 81,72 m
- 2010: 9e EK - 77,83 m
- 2011:  Tsjechische kamp. - 77,22 m
- 2011: 4e WK - 84,11 m
- 2012:  Tsjechische kamp. - 81,15 m
- 2012:  EK - 83,72 m
- 2012:  OS - 83,34 m[1]
- 2013:  EK team - 80,44 m
- 2013:  WK - 87,17 m
- 2014:  EK - 84,79 m
- 2014:  IAAF Continental Cup - 83,77 m
- 2015: 8e WK - 83,13 m
- 2016:  Tsjechische kamp. - 77,92 m
- 2016:  EK - 83,59 m
- 2016: 7e OS - 82,51 m

Diamond League podiumplaatsen
- 2012:  Shanghai Golden Grand Prix - 85,40 m
- 2012:  Prefontaine Classic - 83,78 m
- 2012:  Bislett Games - 88,11 m
- 2012:  Meeting Areva - 83,93 m
- 2012:  DN Galan - 83,74 m
- 2012:  Weltklasse Zürich - 80,54 m
- 2012:   Diamond League - 14 p
- 2013:  Qatar Athletic Super Grand Prix - 85,09 m
- 2013:  Shanghai Golden Grand Prix - 86,67 m
- 2013:  Bislett Games - 85,96 m
- 2013:  Herculis - 87,68 m
- 2013:  Memorial Van Damme - 86,67 m
- 2013:   Diamond League - 18 p
- 2014:  Shanghai Golden Grand Prix - 83,80 m
- 2014:  Prefontaine Classic - 83,75 m
- 2014:  Bislett Games - 83,53 m
- 2014:   Diamond League - 8 p
- 2015:  Qatar Athletic Super Grand Prix - 83,67 m
- 2015:  Golden Gala - 88,14 m
- 2015:  Birmingham Diamond League - 88,18 m
- 2015:  Adidas Grand Prix - 83,62 m
- 2015:  Athletissima - 87,97 m
- 2015:  Herculis - 85,44 m
- 2015:   Diamond League - 15 p

1983: Detlef Michel ·
1987: Seppo Räty ·
1991: Kimmo Kinnunen ·
1993: Jan Železný ·
1995: Jan Železný ·
1997: Marius Corbett ·
1999: Aki Parviainen ·
2001: Jan Železný ·
2003: Sergej Makarov ·
2005: Andrus Värnik ·
2007: Tero Pitkämäki ·
2009: Andreas Thorkildsen ·
2011: Matthias de Zordo ·
2013: Vítězslav Veselý ·
2015: Julius Yego ·
2017: Johannes Vetter ·
2019: Anderson Peters ·
2022: Anderson Peters ·
2023:  Neeraj Chopra
- World Athletics: 14168124
- Nationale Bibliotheek van Tsjechië: mzk2010587367
- Virtual International Authority File: 127164642